# Lijst van voetbalinterlands Dominicaanse Republiek - Kaaimaneilanden
Deze lijst van voetbalinterlands is een overzicht van alle officiële voetbalwedstrijden tussen de nationale teams van de Dominicaanse Republiek en de Kaaimaneilanden. De landen speelden tot op heden vier keer tegen elkaar. De eerste ontmoeting, een kwalificatiewedstrijd voor de CONCACAF Gold Cup 2003, werd gespeeld in George Town. Het laatste duel, een kwalificatiewedstrijd voor de CONCACAF Nations League 2019/20, vond plaats op 12 oktober 2018 in San Cristóbal.

## Wedstrijden
| № | Plaats        | Datum            | Competitie                                   | Wedstrijd               | Uitslag |
| - | ------------- | ---------------- | -------------------------------------------- | ----------------------- | ------- |
| 1 | George Town   | 29 november 2002 | CONCACAF Gold Cup 2003 kwalificatie          | Kaaimaneil. − Dom. Rep. | 1 − 0   |
| 2 | San Cristóbal | 11 november 2011 | WK 2014 kwalificatie                         | Dom. Rep. – Kaaimaneil. | 4 − 0   |
| 3 | George Town   | 14 november 2011 | WK 2014 kwalificatie                         | Kaaimaneil. − Dom. Rep. | 1 − 1   |
| 4 | San Cristóbal | 12 oktober 2018  | CONCACAF Nations League 2019/20 kwalificatie | Dom. Rep. − Kaaimaneil. | 3 − 0   |

## Samenvatting
| Competitie                           | Totaal gespeeld | Winst Dom. Rep. | Gelijk | Winst Kaaimaneil. | Doelsaldo Dom. Rep. – Kaaimaneil. |
| ------------------------------------ | --------------- | --------------- | ------ | ----------------- | --------------------------------- |
| WK-kwalificatie                      | 2               | 1               | 1      | 0                 | 5 − 1                             |
| CONCACAF Gold Cup-kwalificatie       | 1               | 0               | 0      | 1                 | 0 − 1                             |
| CONCACAF Nations League-kwalificatie | 1               | 1               | 0      | 0                 | 3 − 0                             |
| Totaal                               | 4               | 2               | 1      | 1                 | 8 − 2                             |

Wedstrijden bepaald door strafschoppen worden, in lijn met de FIFA, als een gelijkspel gerekend.
FEDOFUTBOL · A-internationals · Bondscoaches · Vrouwenvoetbalelftal van de Dominicaanse Republiek
1970 – 1979 ·
1980 – 1989 ·
1990 – 1999 ·
2000 – 2009 ·
2010 – 2019 ·
2020 − 2029
Amerikaanse Maagdeneilanden ·
Anguilla ·
Antigua en Barbuda ·
Aruba ·
Bahama's ·
Barbados ·
Belize ·
Bermuda ·
Britse Maagdeneilanden ·
Chili ·
Costa Rica ·
Cuba ·
Curaçao ·
Dominica ·
El Salvador ·
Guatemala ·
Guyana ·
Haïti ·
Indonesië ·
Kaaimaneilanden ·
Montserrat ·
Nederlandse Antillen ·
Nicaragua ·
Panama ·
Peru ·
Puerto Rico ·
Saint Kitts en Nevis ·
Saint Lucia ·
Saint Vincent en de Grenadines ·
Servië ·
Suriname ·
Trinidad en Tobago ·
Turks- en Caicoseilanden ·
Venezuela ·
Verenigde Arabische Emiraten
CIFA · A-internationals · Olympisch elftal · Kaaimaneilands vrouwenelftal
Amerikaanse Maagdeneilanden ·
Anguilla ·
Antigua en Barbuda ·
Aruba ·
Bahama's ·
Barbados ·
Belize ·
Bermuda ·
Britse Maagdeneilanden ·
Canada ·
Cuba ·
Dominicaanse Republiek ·
El Salvador · 
Grenada ·
Guyana ·
Haïti ·
Jamaica ·
Moldavië ·
Montserrat ·
Nederlandse Antillen ·
Nicaragua ·
Puerto Rico ·
Saint Kitts en Nevis ·
Saint Lucia ·
Saint Vincent en de Grenadines ·
Suriname ·
Trinidad en Tobago ·
Turks- en Caicoseilanden ·
Verenigde Staten